# 日本福祉党
日本福祉党（にっぽんふくしとう、The Japan Wellbeing Party）は、日本の政治団体。NPO基本法の充実、年金制度是正、地域間格差の解消、入れ歯、鍼灸マッサージ等への健康保険適用範囲の拡大、尊厳死の法制化、ホスピス設置の拡大、三世代住宅に対する減税等の福祉政策を主に掲げている。
八代英太がかつて代表を務めた「福祉党」とは無関係である。

## 老人福祉党の設立から分裂まで
- 1986年2月27日 「老人福祉党」結党。代表は有田正憲、副代表は林隆造。

林隆造 - 元自衛官、1976年の第11回参議院議員通常選挙に全国区から無所属で立候補。
- 同年の第14回参議院議員通常選挙に、確認団体として比例代表区に有田、林以下、前川逸男、吉川朝臣、花輪春造（治三）ら10名を擁立し、223,532票（得票率0.51）を獲得するが、全員落選した。

前川逸男 - 医師、「国民政治連合政策研究会」代表、「政治をよくする会」代表。1980年の第12回参議院議員通常選挙に全国区から無所属で、1983年の第37回衆議院議員総選挙に三重2区から「政治をよくする会」で、各々立候補。
吉川朝臣 - 1976年の第34回衆議院議員総選挙に神奈川1区から無所属で、1980年の第12回参議院議員通常選挙に「日本国民政治連合」で、神奈川地方区から立候補。
- 1987年 代表が植井和市、会計責任者が花輪治三（春造）に交替し、事務所所在地が福田拓泉・撫子夫妻の東京都足立区内の住所と同一になる。
- 1988年 代表・会計責任者が有田よし子（佐々木よし子）に変更され、埼玉県川口市に移転するのとほぼ同時に、林隆造を代表にして「老人福祉研究会」が東京都新宿区に別個に設立される。

## 分裂後
- 1989年の第15回参議院議員通常選挙において、有田派「老人福祉党」は動きを見せなかったが、元会計責任者の花輪治三は福田拓泉の支援を受けて「老人福祉党」から独立し、「エイズ根絶性病撲滅国民運動太陽新党」（略称：太陽新党）を新規に結党して、確認団体として東京選挙区から1名（小林寿夫)、比例代表区から花輪を含む9名を擁立。衝撃的内容の政見放送が話題を呼ぶが、全員落選。
- 一方「老人福祉研究会」側は、党代表に松崎泰夫を迎えて「老人福祉党」を結党（登記上は「老人福祉研究会」も1991年まで存続）。この時点で「老人福祉党」が2団体併存する異例の事態になる。比例候補 松江宏次 阿部評博
- 当該林・松崎派「老人福祉党」は、確認団体として東京都選挙区から1名（東三元)、比例代表区から林、松崎を含む9名を擁立したが、全員落選（得票率0.33）。
- 同年同月の東京都議会議員選挙には、小林寿夫（千代田区）、高州素雄（新宿区）、河野弘行（豊島区）の3名が「老人福祉党」の公認候補者として出馬している。
- 1991年 埼玉県浦和市に移転していた有田派の「老人福祉党」が、政治団体名簿から抹消される。
- 1992年の第16回参議院議員通常選挙には、有田派の活動停止により、林・松崎派に一本化された「老人福祉党」のみが立候補。確認団体として東京都選挙区から東の1名、比例代表区から林、松崎、福田撫子（本名の福田厚子で立候補）を含む9名を擁立したが、全員落選。しかし比例区の得票率は0.94%に達し、福祉問題への国民の関心の高まりを反映した結果になった。
- 1993年 第40回衆議院議員総選挙（細川連立内閣成立）には、立候補を見送る。

## 日本福祉党としての活動
- 1995年6月26日 東を代表、松崎を会計責任者に「日本福祉党」が結党される。この時点で有田正憲～福田拓泉系の人士が党役員から姿を消し、「老人福祉党」との登記上の連続性が切れた。
- 同年の第17回参議院議員通常選挙に際しては、安西愛子を党顧問に迎え、東京、神奈川、愛知、大阪の主要選挙区に計9名、比例代表区には東の1名のみを擁立した。比例区の政見放送には東のみが登場し、手話混じりで「故郷」（文部省唱歌）を独唱したが、全員落選。得票率は1.03%へと向上し、供託金返還ラインに寸前まで迫る健闘を見せた。
- 1996年 「10周年記念大会」（政治資金パーティー）を挙行。安西愛子の他、日野原重明、田中真紀子らが祝辞を述べた。
- 同年の第41回衆議院議員総選挙では、政党・自由連合と政策協定を結び、自由連合公認・日本福祉党推薦で東（千葉3区）、松崎（山梨3区）ほか2名が関東の4選挙区から出馬したが、大量の候補者の中に埋没してしまい、党独自の政策の十分な浸透を図れなかった。
- 1998年の第18回参議院議員通常選挙では、民主党、自由党、新党さきがけ、社民党との連携を模索し、特に民主党とは政策協定締結寸前まで漕ぎ着けながら、破談になり候補者擁立を断念。
- 2000年の第42回衆議院議員総選挙では、松崎が自由連合の公認候補として東京14区から立候補しただけに留まり（但し選挙区得票率は過去最高の9.4%）、党勢は縮小。
- 2001年の第19回参議院議員通常選挙の直前に、資金不足による候補者擁立断念に至る経緯をウェブサイト上で声明し、非拘束名簿式の参議院議員選挙制度と、供託金引き上げ、知名度に頼ったタレント候補の乱立を批判した。この背景には自由連合との決裂があったものと思われる。
- その後、具体的な立候補活動は見られず、ホームページも更新されていないが、2007年の第21回参議院議員通常選挙の段階では、本部事務所への電話連絡も可能な状態である。